# Контактная память

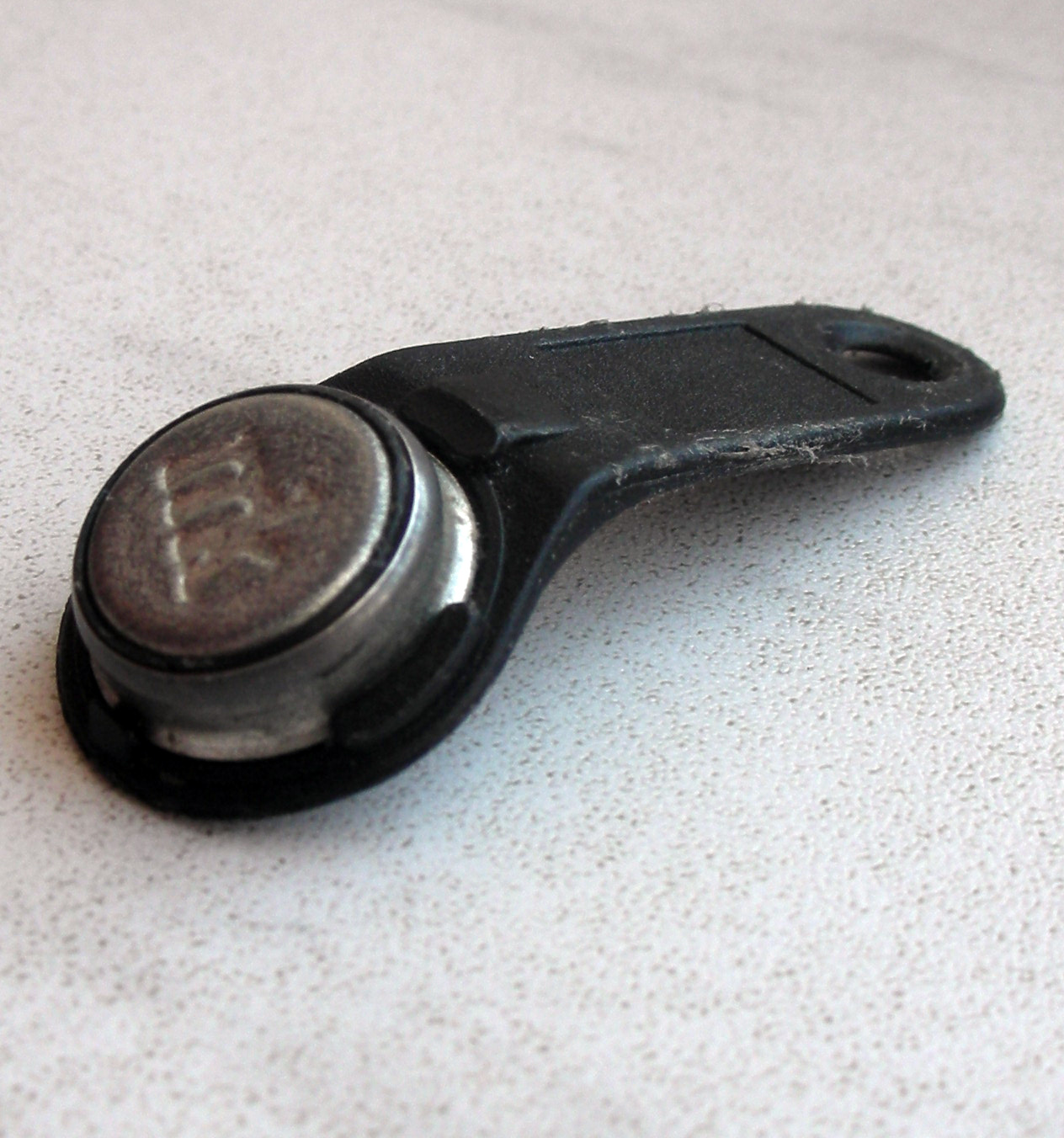
Ключ от домофона, использующий технологию контактной памяти

Контактная память (от англ. touch memory, иногда встречается англ. contact memory или англ. iButton) — класс электронных устройств, имеющих однопроводный протокол обмена информацией (1-Wire) и помещённых в стандартный металлический корпус (обычно имеющий вид таблетки).
Металлический корпус служит для защиты находящихся внутри микросхем.
Внутри может использоваться разнообразная электроника: от однократно записываемой и флэш-памяти до всевозможных контроллеров, таймеров, датчиков температуры и т. п.
Устройство активизируется в момент контакта со считывателем. Операции чтения и записи осуществляются практически мгновенно во время контакта.
В простейшем случае это просто энергонезависимая память, размещаемая в металлическом корпусе.
Небольшой размер позволяет прикреплять контактную память практически на любом носителе — изделии, карточке, брелоке.

## Использование
Устройства контактной памяти используются:
- в системах управления доступом персонала
- в системах электронных платежей
- для автоматической идентификации изделий (товаров) и объектов

Наиболее известным примером использования являются ключи для домофонов (наиболее правильное название на русском языке — «контактный ключ»).
iButton используются как «умные билеты» Akbil для общественного транспорта в Стамбуле.

## Термин
Термин «контактная память» недостаточно устоялся в русском языке. В разных городах и ситуациях используются разные эквиваленты: ключ от домофона, «магнитный ключ», «контактный ключ», «таблетка», кнопка и т. д. Однако всё это относится лишь к одному устройству, использующему технологию контактной памяти — контактному ключу.
Стоит также заметить, что термин «магнитный ключ» фактически не верен, т. к. никаких магнитных эффектов в процессе работы устройства не используется и магнитов они не содержат.

## Другие факты
- Количество кодовых комбинаций более — 280 трлн.
- Технология touch memory принадлежит корпорации Dallas Semiconductor.